# Philadelphia Wings
Philadelphia Wings – zawodowa drużyna lacrosse grająca w National Lacrosse League w dywizji wschodniej. Siedziba drużyny mieści się w Filadelfii w Stanach Zjednoczonych. Jest to najstarszy zespół NLL i jednocześnie jeden z najbardziej utytułowanych zespołów w National Lacrosse League.

## Informacje
- Rok założenia: 1987
- Trener: Lindsay Sanderson
- Manager: Lindsay Sanderson
- Arena: Wachovia Center
- Barwy: czarno-czerwono-szare

## Osiągnięcia
- Champion’s Cup: 1989, 1990, 1994, 1995, 1998, 2001
- Mistrzostwo dywizji:

## Skład
- Bramkarze:
  - Ken Montour
  - Matt Roik
  - Jay  Preece

- Obrońcy:
  - Ian Llord
  - Rob Van Beek
  - Kyle Sweeney
  - Ian Rosenberger
  - Dan Finck
  - Brad Self
  - Peter Jacobs
  - Thomas Hajek
  - Shawn Nadelen
  - Zack Burke
  - Carl Ray

- Napastnicy:
  - John Christmas
  - Mike Regan
  - Mark Morley
  - Sean Greenhalgh
  - Keith Cromwell
  - Dan Marohl
  - Jake Bergey
  - Pat Walsh
  - Jeff Ratcliffe
  - Kyle Fiat
  - Athan Iannucci